# Michael Spring
Pour les articles homonymes, voir Spring.
Michael "Mike" Spring, né le 14 décembre 1879 et mort le 17 mars 1970, est un athlète américain. Il remporte le Marathon de Boston en 1904, après avoir terminé troisième en 1903.
Une annonce dans le numéro du New York Times du 6 août 1904 indique que la Metropolitan Association of the Amateur Athletic Union organiserait une « course spéciale de cinq milles » à Celtic Park le 13 août 1904, les huit meilleurs coureurs recevant une récompense voyage pour participer au marathon des Jeux olympiques de Saint-Louis ,le 30 août 1904. Spring, répertorié comme représentant le Pastime Athletic Club, est désigné comme l'un des 19 "concurrents probables" de l'événement.
Aux Jeux olympiques d'été de 1904, Spring participe ainsi au marathon mais ne finit pas la course. Deux ans plus tard, Spring participe à nouveau aux Jeux olympiques intercalaires de 1906, mais ne finit à nouveau pas le marathon.